# جويندالينا بوفون
جويندالينا بوفون (بالإيطالية: Guendalina Buffon)‏ لاعبة كرة طائرة دولية إيطالية، لعبت للعديد من الاندية الايطالية، منها ناديسيريو بيروجيا، ونادي فلورنسا، ونادي بيزارو، وشاركت في بطولة أوروبا عام 1993، كما شاركت في كاس العالم 1994. وحققت كاس الاتحاد الأوروبي موسم 1995-1996.
تنتمي جويندالينا بوفون لعائلة رياضية عريقة، فجدها لورينزو بوفون حارس مرمى إيطاليا لكرة القدم، وابن عم والدها ارماندو بوفون حارس مرمى ايضاً، ووالدتها ماريا ستيللا ماسوكو رامية جلة، ووالدها ادريانو بوفون رامي قرص، وخالها دانتي انجلو ماسوكو لاعب كرة سلة، و شقيقتها فيرونيكا بوفون لاعبة كرة طائرة، وشقيقها جان لويجي حارس مرمى إيطاليا.

## انظر ايضاً
جان لويجي بوفون